# 裸月光
裸月光（はだかげっこう）は、フリーで活動する日本のお笑いコンビ。スクールJCA20期生。かつてはプロダクション人力舎や浅井企画に所属していた。

## メンバー
木下 ヲタク（本名：木下 翔太〈きのした しょうた〉、1987年12月11日（37歳） - ）
ボケ担当。
福岡県福岡市東区出身。身長165 cm、体重50.5 kg。血液型はAB型。BWHはそれぞれ81・71・83.5。足の大きさ25.5 cm。
趣味はアイドルライブ鑑賞（6年間で300現場）、アニメ鑑賞（400タイトル視聴）、絵を描くこと。特技はペンライトものまね、握手会のテクニックアドバイス。
普通自動二輪免許、英検3級の資格を所持している。
元引きこもり。
推しているアイドルは坂道グループ・私立恵比寿中学・Maison book girl・ヤなことそっとミュート。
好きなアニメは『攻殻機動隊』『新世紀エヴァンゲリオン』『進撃の巨人』『交響詩篇エウレカセブン』『天元突破グレンラガン』『プラネテス』。

黒田 当て太郎（くろだ あてたろう、本名：黒田 康平〈くろだ こうへい〉1988年2月6日（37歳） - ）
爆発またはツッコミ担当。
福岡県福岡市博多区出身。身長164 cm、体重65 kg。血液型はB型。BWHはそれぞれ90.5・88.5・92。足のサイズ25.5 cm。
趣味は懸賞（当選総額120万円）、日本地図を読むこと、街歩き。特技は都道府県名を言われてその都道府県のマニアックな日本一の情報をすぐに答えられること、地方出身者の方との距離の詰め方、曲のサビまで鉄のように固いパンを早食いしてサビを歌いきること。
普通自動車免許、英検3級、漢検2級、国内旅行地理検定2級の資格を所持している。
「5才児のような人間」と評される。
懸賞での主な当選品は「宮崎の家族旅行」「山梨のペア旅行」「高級マツタケ」。
1ヶ月乾パンと懸賞のみ生活を実施し、31日中16日当選品が届いて成功。なすびから『2代目懸賞芸人』の名を頂戴する。
運動神経悪い芸人でありストラックアウトに挑戦した際、コントロールの無さから配球マシーンの配球口に投げ返してしまったことがある。

## 来歴
福岡の高校での同級生によって結成。2011年にスクールJCAへ20期生として入学、卒業後は一時期プロダクション人力舎に所属していたが2014年4月に事務所を退社。その後しばらくフリーでの活動を経て、2017年12月より浅井企画の所属となる。
2023年10月26日、裸月光公式YouTubeチャンネルにて同月末日を以て浅井企画を退所し、フリーで活動する旨が発表された。

## 芸風
主に漫才だが、キングオブコントへの出場経験があるようにコントも演じる。ハリー・ポッターシリーズのヴォルデモートに扮する漫才でM-1グランプリに出場したことがある。

## 出演

### テレビ
- 情報満喫バラエティ 週末にしたい10のこと!（日本テレビ、2012年6月2日）
- 火スペ!『マジか!? 超金持ちお坊ちゃんお嬢さんVS超貧乏芸人 衝撃の私生活どっちがスゴいか全部見せ合戦SP』（フジテレビ）[12]
- ウチのガヤがすみません!（日本テレビ）
- 有吉ゼミ（日本テレビ）[13]

### ネット
- ぼくらの恋愛クリニック 毎度ごめんどうおかけします（BeeTV）木下のみ

### 雑誌
- 懸賞なび『裸月光の当たって砕けてアタるんかい!』（白夜書房）2014年1月～、連載中

### 書籍
- 懸賞 爆当てコメント100選（白夜書房）2016年、小冊子担当